# Nordlux
Nordlux Invest og Nordlux A/S er en dansk producent og importør af lamper og belysning. Nordlux' produkter kan købes i over 50 lande og forhandles i mere end 5.000 forretninger. I 2023 havde de 107 ansatte. Virksomheden har hovedkvarter og blev etableret i Aalborg i 1977. I 2017 blev Nordlux overtaget af amerikanske Energetic Lighting, og de fører i dag mærkerne Nordlux, Design For The People og Energetic.